# Jabłonka (gmina)
Jabłonka – gmina wiejska w województwie małopolskim, w powiecie nowotarskim. W latach 1975–1998 gmina położona była w województwie nowosądeckim.
Siedziba gminy to Jabłonka.
Według danych z 31 grudnia 2017 gminę zamieszkiwało 18 570 osób.

## Struktura powierzchni
Według danych z roku 2002 gmina Jabłonka ma obszar 213,28 km², w tym:
- użytki rolne: 60%
- użytki leśne: 34%

Gmina stanowi 14,46% powierzchni powiatu.

## Historia
Gmina zbiorowa Jabłonka w pierwszej odsłonie funkcjonowała do 1920 roku jako okręg notarski, będący częścią powiatu Trzciana w komitacie Árva (Królestwo Węgier). W wyniku podziału Orawy z 28 lipca 1920 roku została włączona do Polski, a od 23 grudnia tego roku weszła w skład powiatu spisko-orawskiego w woj. krakowskim. Obejmowała wówczas wsie Chyżne i Jabłonka. 
Wkrótce jednak obszar powiatu spisko-orawskiego upodobniono do galicyjskiej części woj. krakowskiego, przez co gminy zbiorowe podzielono na gminy jednostkowe. Brak dokładnej daty przeprowadzenia tego podziału, lecz spis GUS:u wykazujący stan administracyjny na 30 września 1921 roku, uwzględnia już gminy jednostkowe (gminę Jabłonka podzielono na gminy Chyżne i Jabłonka). 
Gmina zbiorowa Jabłonka w drugiej osłonie została utworzona 1 sierpnia 1934 roku w powiecie nowotarskim w woj. krakowskim z dotychczasowych jednostkowych gmin wiejskich: Chyżne, Jabłonka, Lipnica Mała, Lipnica Wielka, Orawka, Podwilk, Zubrzyca Dolna i Zubrzyca Górna. 
W 1939 roku do gminy Jabłonka wcielono anektowane w 1938 roku części czechosłowackich: wsi Bobrów i miasta Trzciana (po wojnie zwrócone Czechosłowacji).
W czasie II wojny światowej włączona do uzależnionej od III Rzeszy Republiki Słowackiej.
Po wojnie powrócono do stanu sprzed wojny. Według stanu z dnia 1 lipca 1952 roku gmina składała się z 8 gromad: Chyżne, Jabłonka, Lipnica Mała, Lipnica Wielka, Orawka, Podwilk, Zubrzyca Dolna i Zubrzyca Górna. Gmina została zniesiona 29 września 1954 roku wraz z reformą wprowadzającą gromady w miejsce gmin, a jej obszar podzielono na gromady:
- Chyżne (Chyżne),
- Jabłonka (Jabłonka, Orawka).
- Lipnica Mała (Lipnica Mała).
- Lipnica Wielka (Lipnica Wielka),
- Podwilk (Podwilk),
- Zubrzyca Górna (Zubrzyca Górna, Zubrzyca Dolna).

Gminę Jabłonka  reaktywowano 1 stycznia 1973 roku w powiecie nowotarskim w woj. krakowskim o nieco zmniejszonym obszarze (Lipnica Mała i Lipnica Wielka znalzały się w nowej gminy Lipnica Wielka).
1 czerwca 1975 gmina znalazła się w nowo utworzonym woj. nowosądeckim.
15 stycznia 1976 do gminy Jabłonka  włączono obszary zniesionej gminy Lipnica Wielka (sołectwa Lipnica Mała i Lipnica Wielka).
2 kwietnia 1991 z gminy Jabłonka wyłączono wieś Lipnica Wielka i włączono ją do reaktywowanej gminy Lipnica Wielka (Lipnica Mała pozostała w gminie Jabłonka).

## Demografia

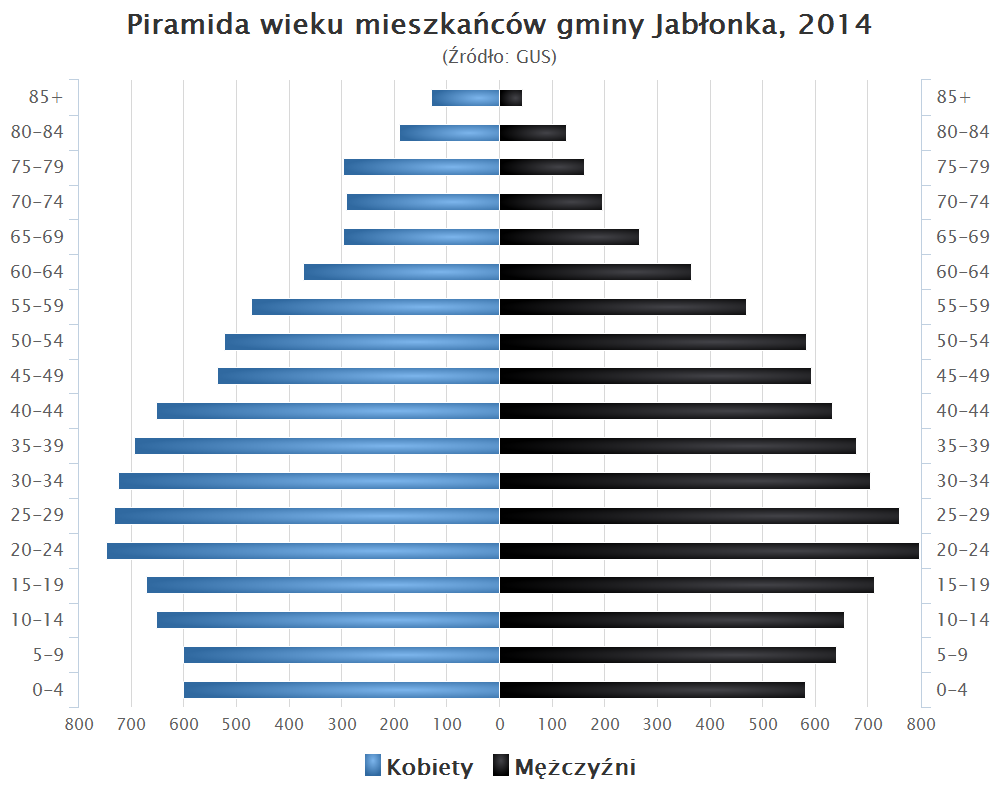
Piramida wieku mieszkańców gminy Jabłonka w 2014 roku

Dane z 31 grudnia 2017:
| Opis                              | Ogółem | Ogółem | Kobiety | Kobiety | Mężczyźni | Mężczyźni |
| --------------------------------- | ------ | ------ | ------- | ------- | --------- | --------- |
| jednostka                         | osób   | %      | osób    | %       | osób      | %         |
| populacja                         | 18 570 | 100    | 9371    | 50,5    | 9199      | 49,5      |
| gęstość zaludnienia (mieszk./km²) | 87,1   | 87,1   | 43,9    | 43,9    | 43,1      | 43,1      |

## Sołectwa
Chyżne, Jabłonka, Lipnica Mała, Orawka, Podwilk, Zubrzyca Dolna, Zubrzyca Górna.

## Sąsiednie gminy
Bystra-Sidzina, Czarny Dunajec, Lipnica Wielka, Raba Wyżna, Spytkowice, Zawoja. Gmina sąsiaduje ze Słowacją.

## Gminy partnerskie
- Wolbórz